# Stanley Clarke
Stanley Clarke (Filadèlfia, Pennsilvània, 30 de juny de 1951) és un baixista i contrabaixista nord-americà la producció del qual, gairebé sempre vinculada al jazz, abasta estils com el funk, la fusió i el post-bop.
Va tocar l'acordió, el cello i el violí en la seva infància. Va treballar en bandes de rythm and blues i de rock durant l'adolescència, però després de marxar a Nova York, va tocar amb el saxofonista de l'avantguarda Pharoah Sanders al començament dels setanta. Altres acompanyants van ser en Gil Evans, Mel Lewis, Horace Silver, Stan Getz, Dexter Gordon i Art Blakey; tots van quedar impressionats pel seu talent.
No obstant això, Clarke va començar la seva carrera d'èxit en unir-se a Chick Corea en el seu grup Return to Forever. Quan aquesta banda es va definir com un quartet de fusió orientat cap al Jazz Rock, Clarke va treballar sobretot el baix elèctric i es va convertir en una força influent, precedint a Jaco Pastorius en aquest moviment musical dels anys 1970.

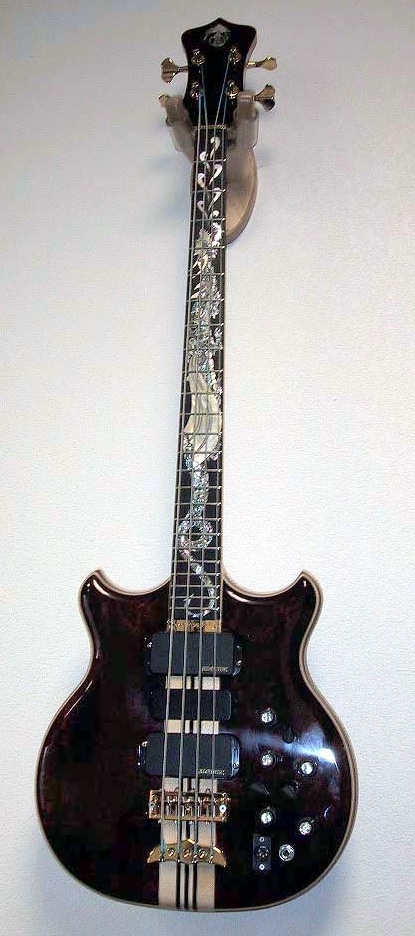
Baix elèctric personalitzat per l'Stanley Clarke. Marca Alembic, model "Dragon's Breath"

Però començant amb el seu àlbum School Days (1976) i continuant amb el seu grup de funk amb George Duke (The Clarke/Duke Project), fins als seus projectes com a compositor de bandes sonores, Stanley Clarke s'ha mogut contínuament més enllà del món del jazz, dins de l'àmbit de la música comercial, tenint com a exemple la seva participació en Tug Of War, de Paul McCartney, Animal Logic, al costat de l'ex baterista de The Police, Stewart Copeland. El seu àlbum de 1988 If This Bass Could Only Talk i la seva col·laboració acústica de 1995 amb Jean Luc Ponty i Al Di Meola The Rite of Strings, són dos dels seus pocs enregistraments de jazz des dels setanta.
En 1999 al costat d'un altre ex integrant de Return to Forever, el baterista Lenny White, van formar la banda Vertú, convidant a prestigiosos músics de la talla del guitarrista Richie Kotzen, la teclista Rachel Z i la multifacètica violinista Karen Briggs. Aquest efímer grup de Jazz Fusió va ser el més proper exponent a l'essència musical de Return to Forever des de la seva dissolució.
En 2007 ha presentat "Thunder" juntament amb altres dos baixistes: Marcus Miller i Victor Wooten. Els tres van iniciar en 2008 una gira que va començar als EUA i va finalitzar a Espanya.

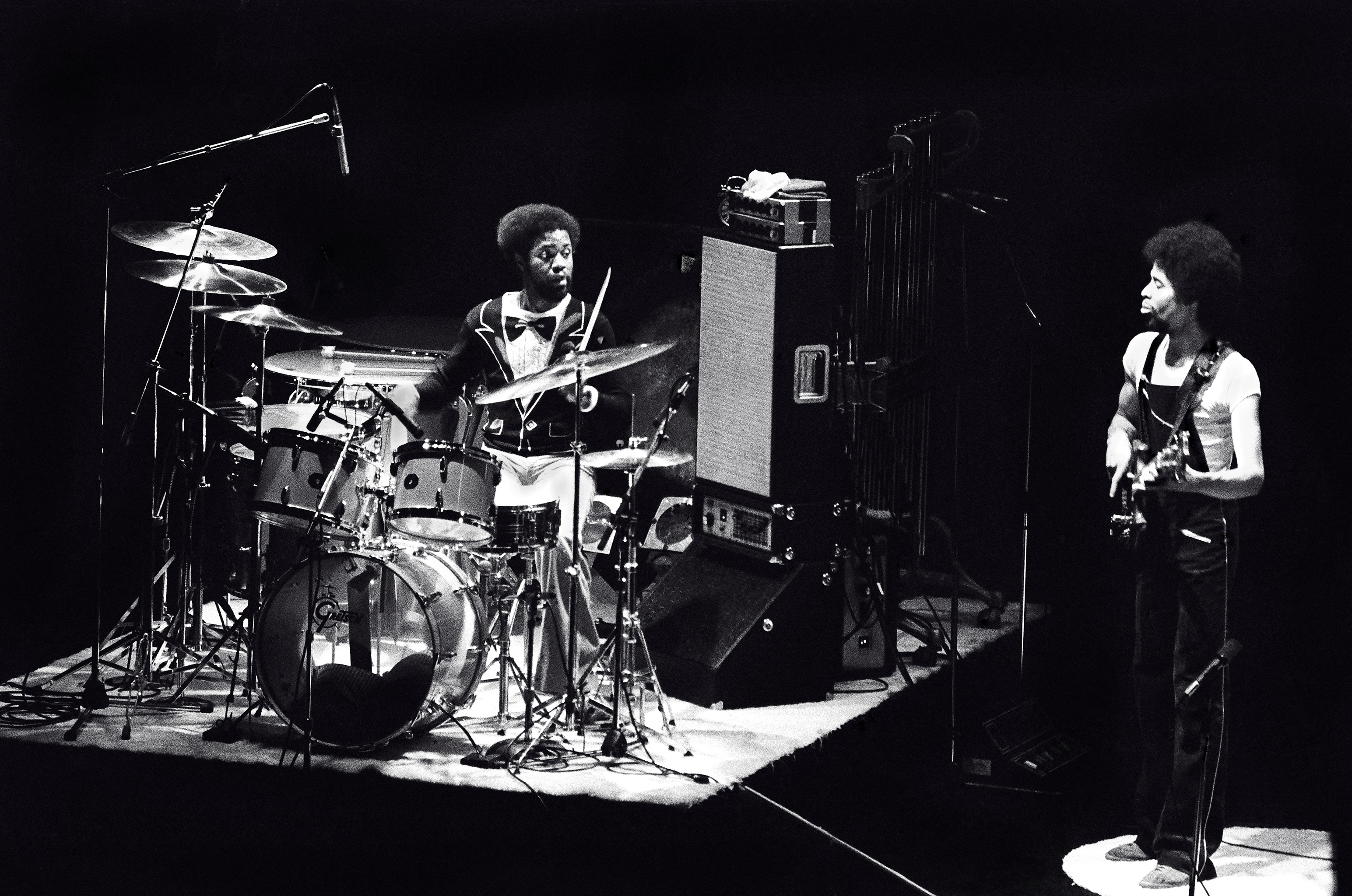
Amb Lenny White en 1976. Rochester. Arxiu: Tom Marcello.

## Discografia
- Stanley Clarke (Nemperor) (1974)
- Journey to Love (Nemperor) (1975)
- School Days (Nemperor) (1976)
- Modern Man (Nemperor) (1978)
- I Wanna Play for You (Nemperor) (1979)
- Fuse One (IMS) (1980)
- Rocks, Pebbles and Sand (Epic) (1980)
- The Clarke/Duke Project, Vol. 1 (Epic) (1981)
- Let Me Know You (Epic) (1982)
- The Clarke/Duke Project, Vol. 2 (Epic) (1983)
- Time Exposure (Epic) (1984)
- Find Out! (Epic) (1985)
- Hideaway (Epic) (1986)
- Project (CBS) (1988)
- If This Bass Could Only Talk (Portrait) (1988)
- 3 (Epic) (1989)
- Live 1976-1977 (Epic) (1991)
- Passenger 57 (Epic) (1992)
- East River Drive (Epic) (1993)
- Live at the Greek (Epic) (1993)
- Live at Montreux (Jazz Door) (1994)
- The Rite of Strings (Gai Saber) (1995)
- At the Movies (Epic Soundtrax) (1995)
- The Bass-ic Collection (Sony) (1997)
- 1,2,To The Bass (Sony) (2003)
- The Toys of Men (Heads Up) (2007)